# Municipio de San Andrés Solaga
El municipio de San Andrés Solaga (del Zapoteco: zoo, laga ‘regada, hoja’‘Lugar de las hojas regadas’) es uno de los 570 municipios que conforman al estado mexicano de Oaxaca. Pertenece al distrito de Villa Alta, dentro de la región Sierra Norte. Su cabecera es la localidad de San Andrés Solaga.

## Geografía
El municipio abarca 40.44 km² y se encuentra a una altitud promedio de 1500 m s. n. m., oscilando entre 2400 y 500 m s. n. m.

## Demografía
De acuerdo al último censo, realizado por el INEGI en 2020, en el municipio habitan 1771 personas, repartidas entre 3 localidades.
| Localidad            | Población (2020) |
| -------------------- | ---------------- |
| Santo Domingo Yojovi | 894              |
| San Andrés Solaga    | 668              |
| Santa María Tavehua  | 209              |